# Xã Waasa, Quận St. Louis, Minnesota
Xã Waasa (tiếng Anh: Waasa Township) là một xã thuộc quận St. Louis, tiểu bang Minnesota, Hoa Kỳ. Năm 2010, dân số của xã này là 249 người.